# Huszár László (művelődésszervező)
Huszár László (Réte, 1951. október 31. – Dunaszerdahely, 2021. február 8.) szlovákiai magyar művelődésszervező, a felvidéki magyar kultúraszervezés egyik legjelesebb alakja.

## Élete és munkássága
1970-ben érettségizett Szencen. A pozsonyi Comenius Egyetemen 1989-ben nevelőtanárként szerzett oklevelet. 2008-ban kulturális mediátorként az ELTE Pedagógiai és Pszichológiai Karán végzett.
1977-től a Csemadok munkatársa. 1977-1979 között a Csemadok Központi Bizottsága szervezési osztályának instruktora, 1979 novemberétől 1986 nyaráig a Csemadok Dunaszerdahelyi Területi Választmányának szervezője. 1986-1989 között a Dunaszerdahelyi Városi Művelődési Központ művészeti osztályának vezetője. 1989-től ismét a Csemadok kötelékében tevékenykedik, ahol 1991-2007 között a dunaszerdahelyi területi választmány titkári tisztségét látta el.
2003–2004 között kezdeményezője volt a Csemadok Művelődési Intézete megalakításának, majd 2007-2012 között az intézet igazgatója volt. 2013-tól a Szlovákiai Magyar Művelődési Intézet igazgatója. 2015-től a Felvidéki Értéktárbizottság elnöke. A Gyurcsó István Alapítvány egyik alapítója és vezetője. A Kárpát-medencei Közművelődési Kerekasztal alapítója és vezetője.
Művelődésszervezőként a nevéhez fűződik a Bíborpiros szép rózsa országos népzenei vetélkedő, a Duna Menti Tavasz gyermek báb- és színjátszó fesztivál, az Ipolyi Arnold népmesemondó vetélkedő - a Csemadok országos rendezvényei közül. Regionális szinten népzenei táborok, bábszínjátszó és színjátszó módszertani találkozók szervezésében is részt vett.
Az 1990-es évek elején felkarolta a Csemadok népzenei gyűjteményét, amely Ág Tibor, népzenegyűjtő és népzenekutató szakmai irányításával a Csemadok Népzene adattáraként, majd a Szlovákiai Magyar Művelődési Intézet Népzenei adattáraként működött. Ez a népzenei archívum Dunaszerdahelyen, a Csemadok házban kapott helyet. Huszár László fontosnak tartotta népzenei kiadványok, hangzóanyagok közrebocsájtását, amelyek a Gyurcsó István Alapítvány Könyvek sorozaton belül jelentek meg. Ezek a népzenei kiadványok később felkerültek a világhálóra is Szlovákiai Magyar Népzenei Adatbázis elnevezés alatt.
2021. február 8-án, Dunaszerdahelyen hunyt el koronavírus-fertőzés szövődményeinek következtében.

## Elismerései
- 2008 a Magyar Kórusok és Zenekarok Szövetsége Díj – mecénás kategória
- 2015 a Csallóköz Kultúrájáért Díj
- 2018 Gyurcsó István Díj
- 2018 Magyar Arany Érdemkereszt[5]
- 2020 Illyés Gyula Közművelődési Életműdíj
- 2021 Dunaszerdahely Város Pro Urbe Díja (in memoriam)
- 2021 Felvidéki Magyar Értéktár legmagasabb értékszintje, Jeles Felvidéki Személyiség (in memoriam)
- 2021 Nagyszombat Megye Díja (in memoriam)
- 2022 Magyar Örökség Díj (posztumusz)[6]
- 2023 Ág Tibor-díj (posztumusz)

## Művei
- Ázik, nem fázik. A Nagyabonyi Népdalkör legkedvesebb dalai; szerk. Huszár László, Kovács László, Végh László; Gyurcsó István Alapítvány, Dunaszerdahely, 1996 (Gyurcsó István Alapítvány füzetek)
- Csemadok 60; összeáll. Görföl Jenő, Huszár László, Karika Anikó; Csemadok, Dunaszerdahely, 2009
- Komárom kollégium; szerk. Horváth Zsolt, Huszár László; Antológia, Lakitelek, 2017 + DVD